# La ruta blanca
Infames Dulce amargo
La Ruta Blanca — en français La Ligne blanche[source insuffisante]—, est une série télévisée Colombo-mexicaine, coproduite par Caracol Televisión et Cadena Tres. La première saison a comme protagonistes Carla Giraldo, Juan Pablo Gamboa et Carlos Athié et comme antagonistes Dagoberto Gama et Carolina Guerra. Elle est enregistrée en haute définition et pour 60% en extérieur.

## Synopsis
La Ruta Blanca nous présente quatre personnages qui courent un danger le même jour à la même heure dans des villes différentes. À première vue, ils paraissent sans relation entre eux. Toutefois, tous sont reliés à  "la ruta blanca", la route de la cocaïne, et à un même agresseur. La forêt colombienne, la ville de Bogota, Mexico et Miami, sont les lieux d'une tragédie qui tourne autour d'un seul élément... La cocaïne, sa fabrication, ses lieux de fabrication et de distribution, sa vente et sa consommation, vu à travers les yeux de Francisca Rojas la paysanne, Esteban Mejía le congressiste colombien, Homero Paz le caporal mexicain et Alejandro Sandoval l'acteur de télévision accro à la coke. La Ruta Blanca est le reflet de toutes les  facettes du trafic de drogues, où il sera démontré que le crime ne paie pas et que la cocaïne est la voie qui mène à la passion brûlante, à l'action et à l'intrigue.

## Distribution
- Carla Giraldo : Francisca Rojas
- Juan Pablo Gamboa : Esteban Mejía
- Dagoberto Gama : Homero Paz
- Carlos Athié : Alejandro Sandoval
- Carolina Guerra : Fanny Salazar
- Dolores Heredia : Esmeralda de Paz
- Viviana Serna : Janeth[2]
- Julián Pastor : Pedro Zamora
- Enoc Leaño : "El tuerto"
- Zharick León : Sara Mendoza
- Héctor Soberón : Octavio Zarate
- Biassini Segura : Domingo Rojas
- Johnny Forero : Matias Rojas
- Juliana Galvis : Alicia Holguin de Mejía
- Jacques Toukhmanian : Mauricio Bermúdez
- Lucho Velasco : Alberto Duque
- Harold Torres : Ambrosio Paz
- Alex Perea : Gustavo Paz
- Jorge Adrián Espíndola : José Elias Paz
- Ramiro Fumazoni : Joe Laviña
- Melvín Cabrera : Luis Gonzaga
- Ilja Rosendahl (en) : Thomas
- Frank Ramirez : Gustavo "El jefe" Encinales
- Luis Fernando Salas : Freddy Jair "El chontaduro" Otálvaro
- Tamara Mazarraza : Ximena Gutiérrez
- Daniel Fabius : Ruben Linares
- Andrés Toro : Jaime
- Irineo Álvarez : Félix
- Maya Zapata : Dolores
- Tsuria Díaz : Rosa
- Sarai Esquer : Lucia
- Patricia Carolina Ramos : Mercedes
- Joaquin Gil : Julio